# Lugny-lès-Charolles
Lugny-lès-Charolles ist eine französische Gemeinde mit 324 Einwohnern (Stand: 1. Januar 2022) im Département Saône-et-Loire in der Region Bourgogne-Franche-Comté (vor 2016 Bourgogne). Sie gehört zum Arrondissement Charolles und zum Kanton Charolles.

## Geographie
Lugny-lès-Charolles liegt etwa 64 Kilometer südwestlich von Chalon-sur-Saône.
Nachbargemeinden von Lugny-lès-Charolles sind Hautefond im Norden und Nordwesten, Champlecy im Norden und Nordosten, Changy im Osten, Saint-Julien-de-Civry im Süden sowie Nochize im Westen und Südwesten.

## Bevölkerungsentwicklung
| Jahr                      | 1962 | 1968 | 1975 | 1982 | 1990 | 1999 | 2006 | 2011 | 2016 |
| Einwohner                 | 347  | 314  | 226  | 228  | 242  | 277  | 318  | 339  | 348  |
| Quelle: Cassini und INSEE |      |      |      |      |      |      |      |      |      |

## Sehenswürdigkeiten
- Kirche Saint-Martin aus dem 19. Jahrhundert
- Schloss Grammont, 1771 errichtet, seit 1964 Monument historique
- Kreuz von Lugny, seit 1950 Monument historique
- Brücke über den Arconce
- Mühle

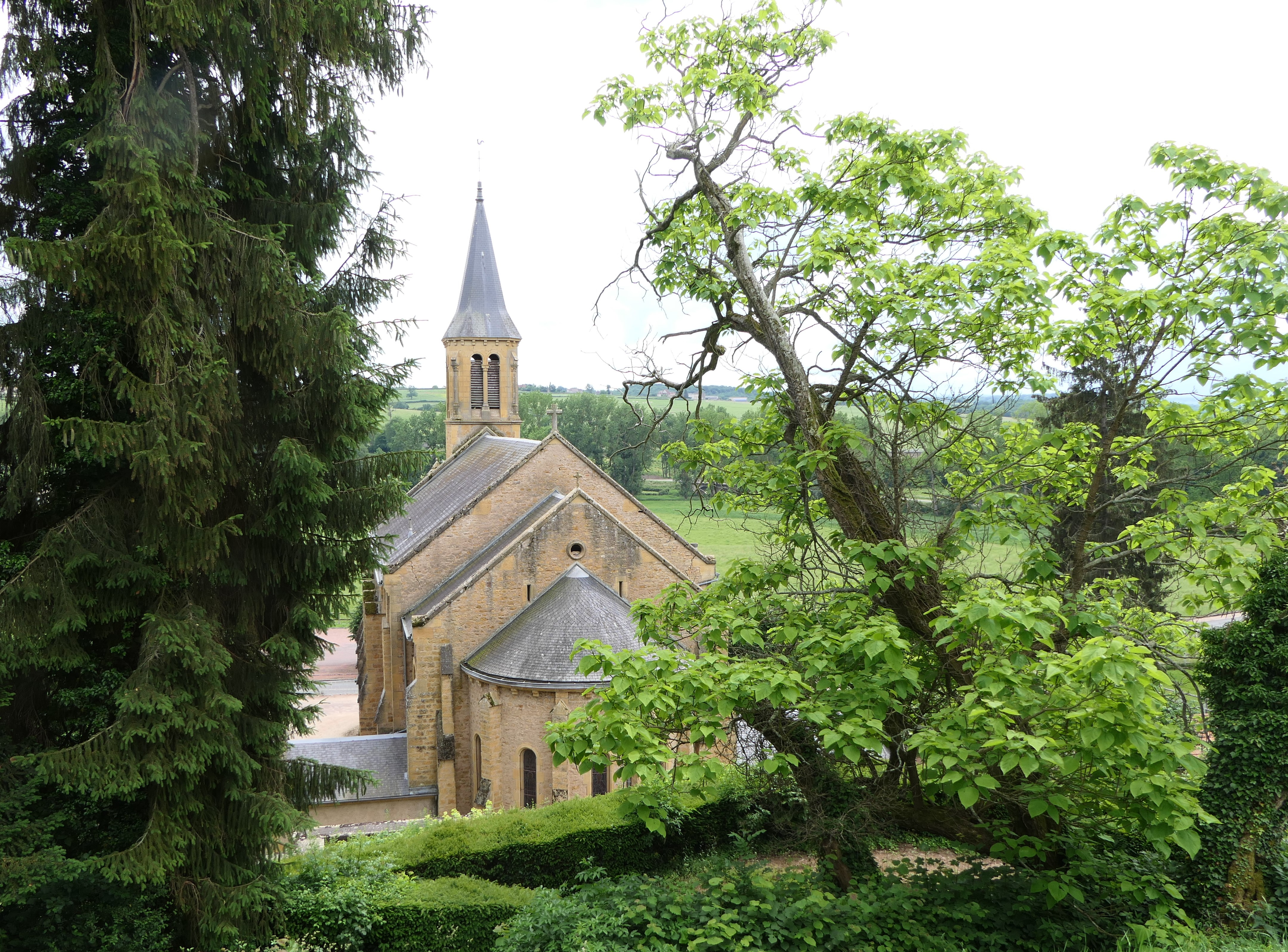
Kirche Saint-Martin
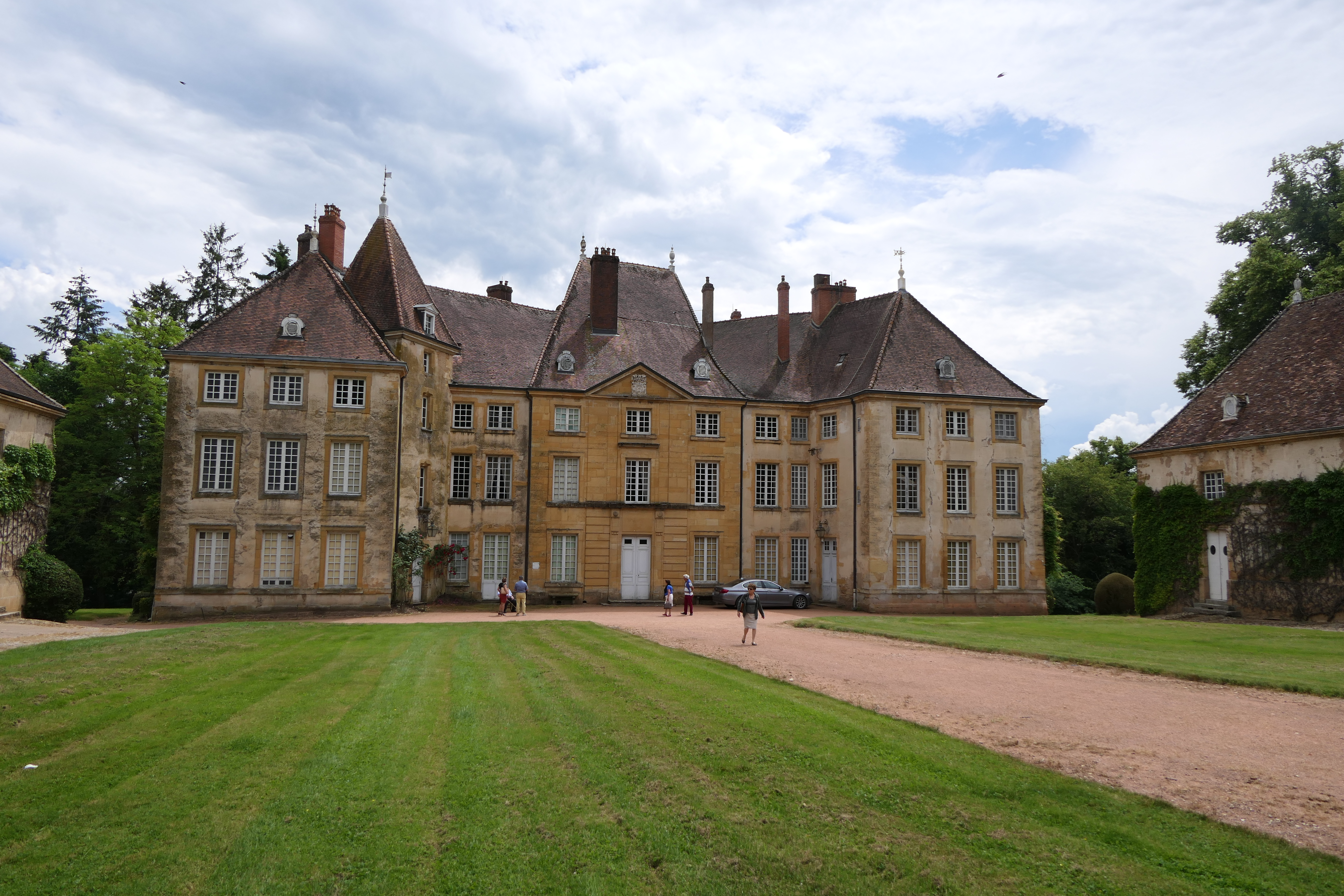
Schloss Grammont
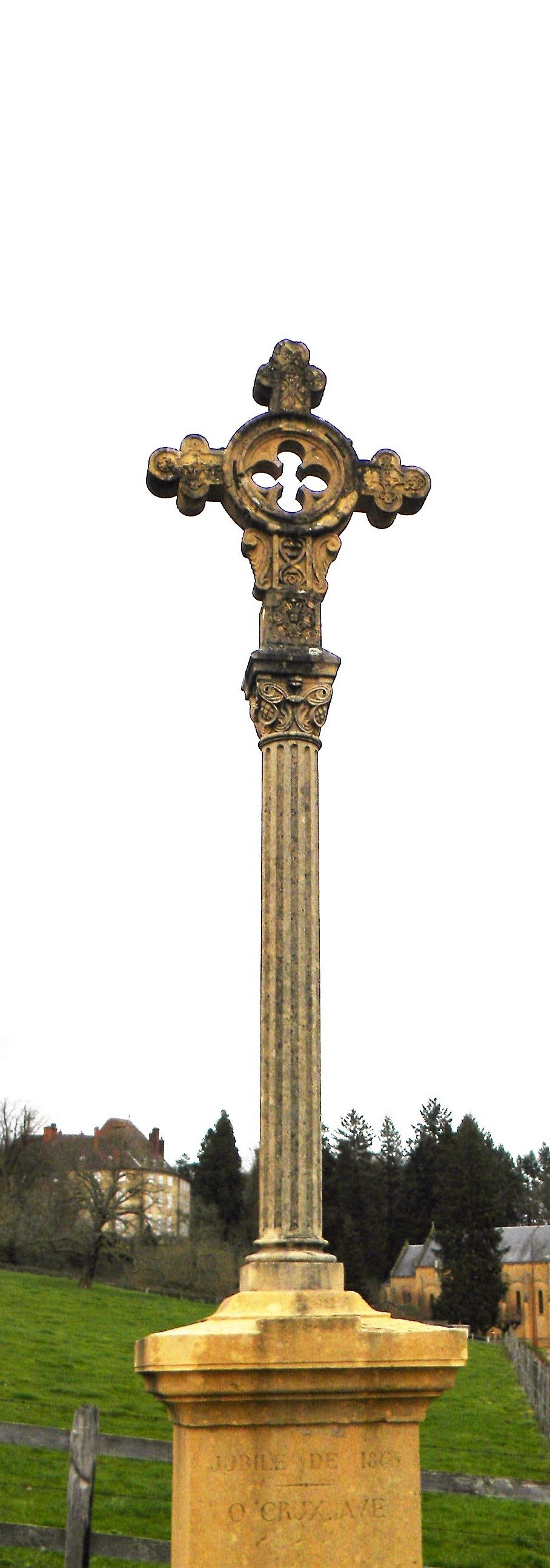
Kreuz von Lugny
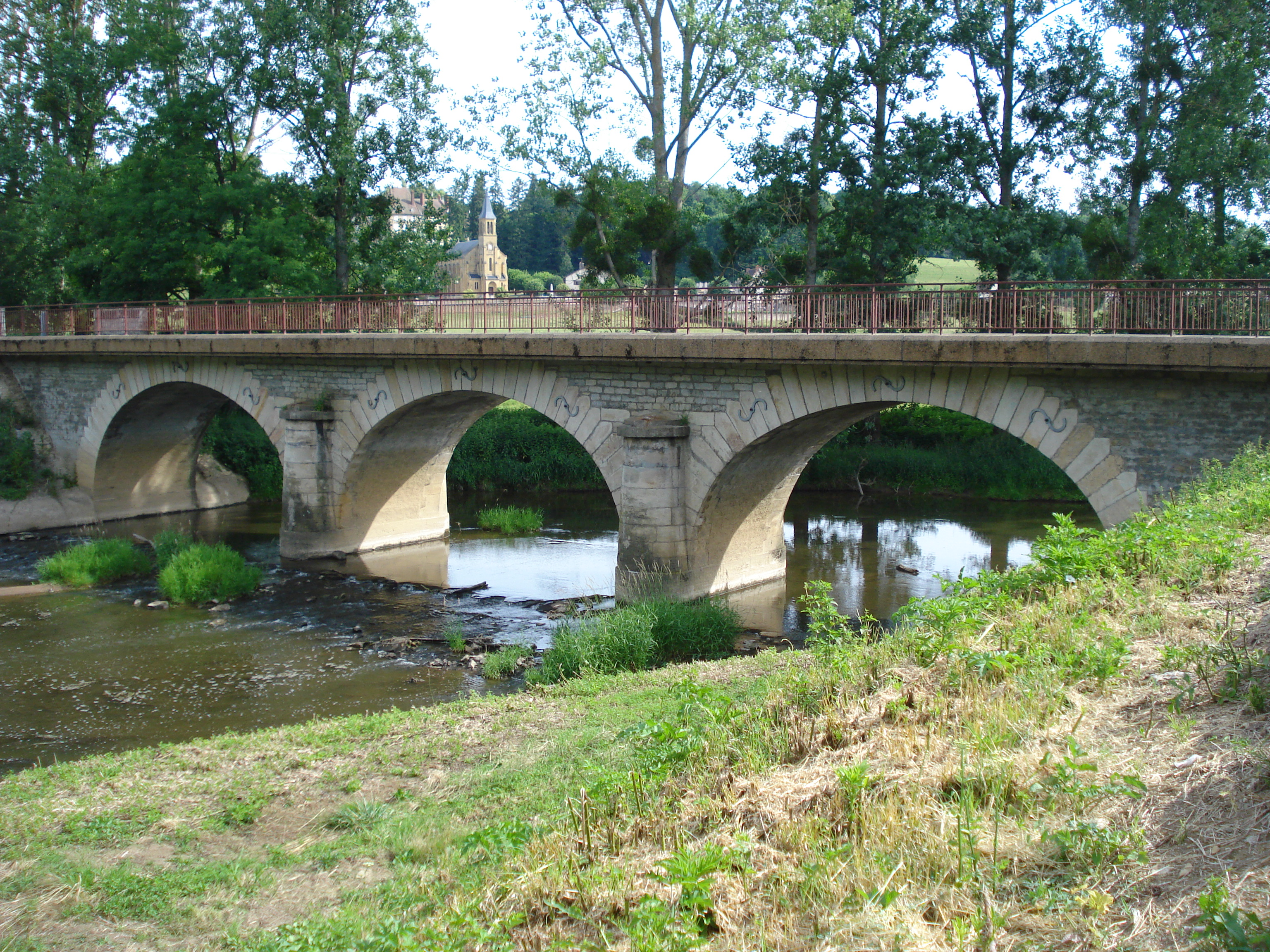
Brücke über den Arconce

## Gemeindepartnerschaften
Mit der schweizerischen Gemeinde Mex (Kanton Waadt) besteht eine Partnerschaft.